# 바다제비

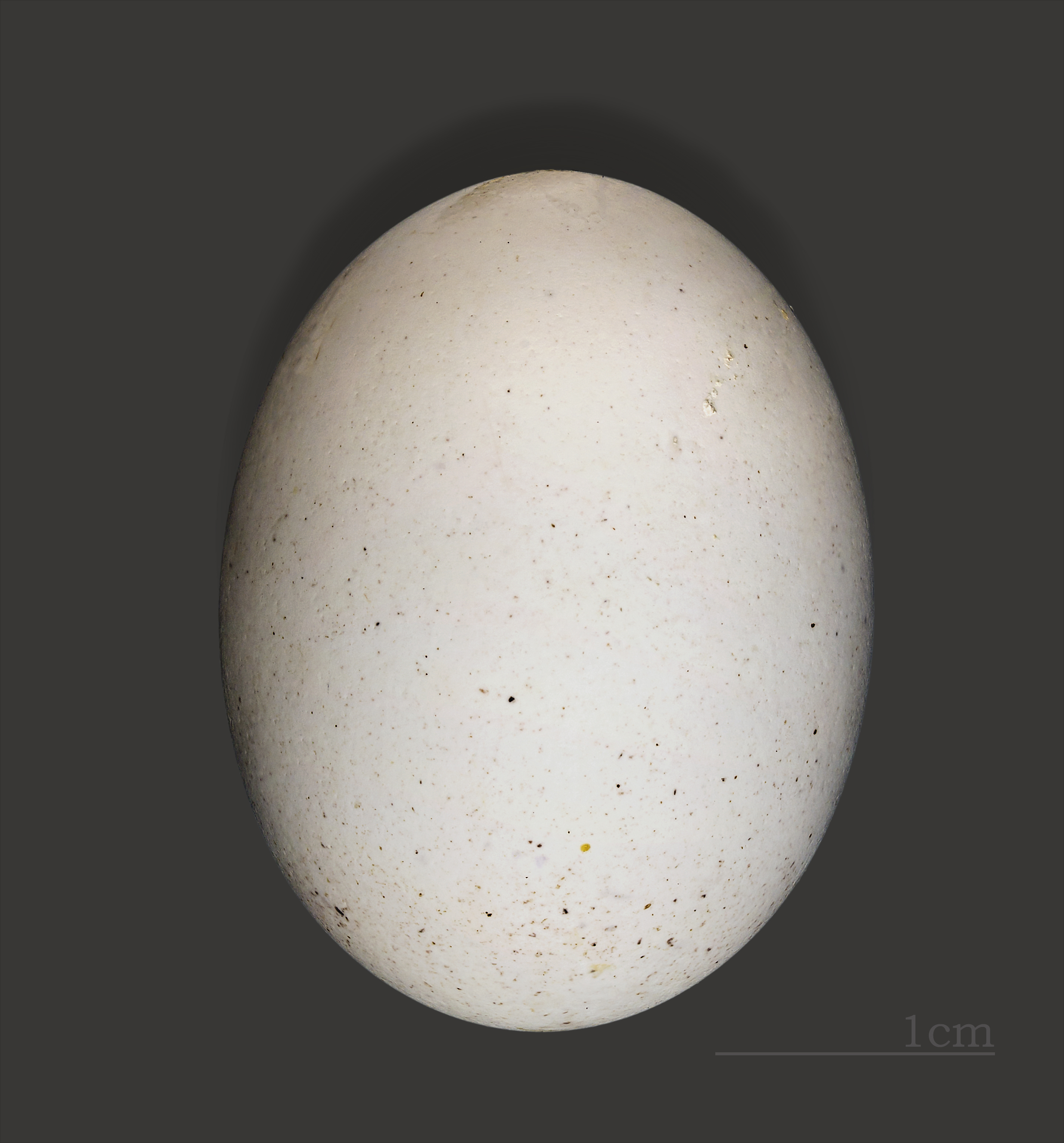
바다제비의 알

바다제비(Hydrobates monorhis)는 슴새목 바다제비과에 속하는 조류의 일종이다.

## 형태
부리는 검고 홍채는 짙은 갈색이고 다리는 검다. 몸 길이는 13-25cm로 큰 바다에 사는 작은 새이다. 머리는 짙은 갈색이며 머리 위와 멱은 짙은 회색을 띤다. 온몸이 흑갈색인 것이 많고, 날개는 가늘고 길며 발에는 물갈퀴가 있다. 날개와 발을 사용하여 바다 표면 위를 걷듯이 난다.
어깨깃, 목, 등면, 허리, 위꼬리덮깃은 짙은 갈색으로 가슴, 배, 옆구리, 아래꼬리덮깃은 엷은 갈색으로 온몸의 색상은 흙갈색으로 보인다. 꼬리는 석판색을 띤 흑색으로 긴꼬리깃과 짧은꼬리깃의 차이는 15-17mm나 된다.

## 생활권
낮에는 주로 바다에서 생활하며 일몰 후에는 육지로 올라와 생활한다. 바람이 부는 바다를 나는 경우가 많고, 날개를 불규칙적으로 펄럭이면서 전진한다. 바다 가운데 작은 섬에서 무리를 이루어 주로 서식한다.

## 산란처
번식기 7-8월이 오면 흰색 알을 1개 낳는다. 이들은 바위 틈이나 땅을 파서 굴을 만들고 그 안에 산좌를 만들어 산란한다. 암수가 함께 포란하며 포란 기간은 41일이 걸린다. 산란기 때 성조에게 위협을 주면 등홍색 액체를 통해 지독한 냄새를 풍긴다.
땅에 가로로 판 구멍이나 바위의 갈라진 틈에 둥지를 틀고 알을 한 개 낳는다. 암컷과 수컷이 교대로 40-50일간 알을 품어 새끼를 낳는다. 갓 태어난 새끼에게 먹이를 먹이면서 9-10주 간 기른다. 바다제비는 이른 새벽 아직 어두울 때에 둥지가 있는 섬으로 돌아가기 위해 바다로 나간다. 산란에서 둥지를 떠날 때까지의 기간은 약 3개월 반이 걸린다.

## 분포
봄철 한반도에 도래하여 번식하면서 여름을 지낸다. 한국의 독도, 서해의 칠발도, 제주도나 제주도의 부속 섬, 기타 무인도, 러시아의 동부, 블라디보스토크, 중국, 일본, 타이완, 싱가포르, 수마트라, 자바, 인도양의 도서에 분포한다.

## 먹이
물고기류, 복족류, 갑각류, 작은 수중생물, 플랑크톤 등이다. 바다의 표층에 떠오른 동물성 플랑크톤을 부리로 집어먹는다.
곤충류, 장수풍뎅이